# Kousapat
Kousapat (en arménien Կուսապատ, en azéri Qasapet) est une communauté rurale de la région de Martakert, au Haut-Karabagh. Elle compte 276 habitants en 2005.

## Histoire
De la fin de la première guerre du Haut-Karabagh en 1993 jusqu'à celle de la seconde guerre en 2020, le village est sous le contrôle des autorités du Haut-Karabagh.

## Économie
La principale occupation de la population du village de Gasapet est l'élevage et l'agriculture.

## Population
Elle comptait 276 habitants en 2005.